# 유옥겸
유옥겸(兪鈺兼, 1883년 ~ 1922년)은 대한제국과 일제강점기 초기의 교육자이자 저술가, 역사학자이다. 보성학교, 중앙학교, 대성학교, 한영서원 등의 역사학, 법률 담당 교사로 활동했고 교과서 교재의 부족함을 문제점으로 느끼고 직접 교과서 편집에도 참여했다.
18세 때부터 교과서 편찬 작업에 돌입하였으며, 근대적 교육의 적용 방법과 설명에 대해 오래 고민했던 그는 서양의 교육학과 교수학습법을 소개하는 저서들을 남겼다. 그의 저서 중 간명 교육학은 교사로서의 자질, 덕성, 교육 방법 및 서구의 학교 종류, 각종 교무행정에 대한 것을 국내에 소개한 이론서이기도 하다. 본관은 기계(杞溪)이고, 경성 출신이다.

## 생애

### 초기 촬동
진사이자 동지중추부사를 지낸 유진수의 손자이자 생원 유회준(兪會濬)의 아들로 그의 삼촌은 개화사상가 구당 유길준(兪吉濬)과 개화사상가이자 법률가, 일제강점기의 관료인 유성준(兪星濬)이다. 유억겸과 유만겸, 유각경은 모두 그의 사촌동생들이었다.
어려서는 한학을 배웠지만 두 삼촌의 영향을 받으면서 성장하여 신식 학교에 들어갔다. 특히 한국 최초의 법률서인 《법학통론 (法學通論)》을 낸 삼촌 유성준의 영향을 많이 받았다.

### 교육 활동
일찍이 전문학교를 졸업하고 법률, 역사교수로 활동하였으며 18세에 《중등외국지리 (中等外國地理)》(1900)를 처음 편찬하기 시작해 1908년에 완성시켰다. 1908년(융희 2년) 1월에는 윤치호, 유길준, 이용직(李容稙), 지석영, 정영택, 유성준, 석진형(石鎭衡), 이상재, 윤치오, 윤치소, 윤효정(尹孝定), 장헌식(張憲植), 정교(鄭喬)·장도(張燾), 유근(柳瑾), 유일선(柳一宣), 안종화(安鍾和) 등과 함께보성학교에서 개최된 기호흥학회(畿湖興學會)의 창립에 참여하고 기호흥학회의 회원이자 학회 산하 교육, 강습기관의 교사가 되었다. 바로 그해 6월 20일 기호학교가 설립되자 기호학교의 교사가 되어 교사 양성을 하였고, 기호흥학회보 편집에도 참여했다. 그러나 기호흥학회는 1910년 9월에 해산되고 만다.
1907년(융희 1년) 12월에는 숙부 유길준에 의하여 설립된 사립융희학교(私立隆熙學校)의 교사로도 출강하였다. 1909년부터는 교육 활동과 동시에 교과서 편찬 사업에 주력하였다. 이후 한일 합방 이후 관직을 단념하고 교육 활동에 전념하였다. 그는 보성학교, 중앙학교, 대성학교, 한영서원 등에 역사학, 법률, 동양사학 교사로 활동했다.
그는 규격 교과서의 필요성을 느끼고 교과서 편찬에도 힘을 기울여 여러 학자들과 함께 많은 교과서를 집필, 편찬, 인쇄하였다. 역사, 법률 교과서 외에도 그는 학생들을 가르치는 교수법(敎授法) 등의 교육학에 대한 저서들도 남겼다. 1909년(융희 3년)에는 신민회와 숙부 유길준과 안창호, 윤치호 등이 결성한 청년학우회의 조직에도 참여하였다.

### 교재 편찬
그는 숙부 유길준의 영향을 받아 교과서들을 쓸 때 한문보다는 한글을 혼용한 국한문 혼용체로 써서 학생들과 무지한 자들이 알기 쉽게끔 썼다. 편찬한 역사교과서로 《중등동양사 (中等東洋史)》(1908), 《동양사교과서 (東洋史敎科書)》(1908), 《대조서양사연표 (對照西洋史年表)》(1909), 《서양사교과서 (西洋史敎科書)》(1910) 등 이 있고 교육학과 교수법 관련 저서로 《간명교육학 (簡明敎育學)(1908), 《소학교수법(小學敎授法)》 등이 있다. 그 밖에 숙부 유길준의 서유견문을 본딴 《서유견문록(西遊見聞錄)》, 《서양교수법 (西洋敎授法)》(1909), 《정선법학통론 (精選法學通論)》(1911) 등을 짓기도 했다.
그 중 서양사교과서는 서양사에 대한 책으로는 우리 나라에서 최초의 것으로 알려져 있다. 이 책은 사립 고등학교 교원용 교과서였으며 특별히 그의 삼촌 유성준이 교열을 봐주기도 했다. 당시 번역서가 서양의 인명·지명을 중국식으로 표기했던 반면, 《서양사교과서》는 유옥겸이 대영백과사전을 직접 참고하여 영국 영어 발음으로 표기하였다. 이를 두고 교과서의 서술양식과 체제를 근대화시켜 교육의 효과를 배가시키고자 한 노력의 일환이었다는 평가가 있다. 1922년에 병으로 사망하였다.

## 편찬 교과서

### 간명 교육학
1908년(융희 2년) 지은 간명 교육학은 이풍호(李豊鎬)와의 공동 저서로 1908년(융희 2년) 우문관(右文館)에서 발행하였다. 간명교육학의 내용은 교육학, 교사의 교육 방법에 대한 기초적이고 간단한 내용이었다. 간명교육학의 단원은 총론, 목적론, 교수 학습론, 훈육론, 양호론, 체제론의 6단원으로 나누고, 이를 각자 32장에 걸쳐 서술하였다. 총론은 6장으로 나뉘며 교육의 정의(定義)와 의의(意義), 교육과 유전환경과의 관계, 사회학, 윤리학·역사학 등 다른 학문과의 관계와 연계 방법 등을 서술하였다. 목적론 단원에서는 교육의 목적에 관한 서구의 6가지 학설, 이론을 소개하고, 이 중 어느 한가지만이 정답은 아니니 한 가지에 편중하지 말 것, 교육은 인간의 지식 계발, 현실에 유용할 것, 실무 능력 개발, 도덕적 생활 완성 등에 그 목적이 있으며 이것도 어느 한가지에 편중되거나 치우치지 말 것을 강조하였다. 그는 우선 지식은 현실에 유용하게 적용되는 것이 목적이니 이론이나 한가지에 편중되지 말 것을 강조하였다.
특히 교수 학습론에서는 젊은이들의 흥미의 분석과 그 중요성의 강조하고 교사가 교재의 선택하는 것과 교수세목과 일과안(日課案) 등에 대해 설명하고 있다. 훈육론에서는 시범, 명령, 권고, 금지, 포상, 징벌 등 여러 가지 훈육방법과 훈육에 있어서의 미적 도야의 중요성을 강조했다. 양호론에서는 유희, 체조, 스트레칭, 수공, 수업 중 안전 등의 수업 중 주의사항과 교사들의 감관(感官)의 연습까지, 양호의 주요방편을 다루었다.
교수 학습론, 훈육론, 양호론은 교육 방법을 종합적으로 다룬 것으로 이를테면 지육(智育), 덕육(德育), 체육(體育) 교육에 대한 방법론이다. 체제론은 교육의 기본 이념으로 2개의 소단원으로 나누어 1장에서는 교사의 임무, 교육자로서의 자질, 교육자로서의 성격, 교사 자격, 교육자들의 연수, 2장에서는 미국과 독일, 일본의 각 학교의 종류와 특성, 인문교육, 보통교육, 농업, 공업, 상업 등의 직업교육, 의무교육 그밖에 교육행정 운용 방법 등을 소개하였다.

### 중등외국지리
1907년부터 1908년에는 중학교용 세계지리교과서인 중등외국지리를 상하 2권 편찬하였다. 역시 국한문 혼용체이다. 그런데 지도와 삽화가 없는 점이 특징이다. 내용구성은 제1부 총론, 제2부 에쉬아주(Asia), 제3부 오세에니아주(Oceania), 제4부 유럽주(Europe), 제5부 애프리카주(Africa), 제6부 북아메리카주(North America), 제7부 남아메리카주(South America), 부록으로 남극과 북극 양극지방 등으로 되어 있다.
총론은 다시 지리학, 천문지리, 지문지리, 인문지리에 대한 세부단원으로 나뉜다. 총론에서 지리학을 세 개의 소단원으로 구분, 천문지리학에서는 지구가 천체를 하나님이 창조한 이래 형성과정 그리고 각 행성의 대소, 위치, 운동 및 그 결과, 경위선 등에 관한 사항을 다루었고 이를 수리지리학(數理地理學)이라 칭하기도 한다. 당시까지도 지구가 평평한 것으로 인식하던 조선 백성들은 그의 이러한 견해에 놀라기도 했다.
지문지리학에서는 지구표면의 물, 암석, 토양 등의 구별과 관계, 강과 바다, 일반 바다, 해양 및 대양의 구별과 관계를 서술했고, 지구표면 내부의 현상과 암석, 흙 등의 구조를 다루고 지문학(地文學)이라고도 한다. 인문지리학은 지구를 인류의 거주지로 인정하고, 인류의 역사에 대한 개괄과 각 지역, 나라별로 거주하고 있는 인민과 민족, 인종 구성, 국가의 상태 등을 설명한 것이다.
2단원 에쉬아주부터 7편 남아메리카 주까지는 각 나라별 지지(地誌)를 따로 나누었으며, 이 각 나라별 지지는 나라의 위치, 인종 구성, 민족, 해안, 지세, 기후, 산물, 경제, 정치, 간략한 역사, 교통, 무역, 도부(都府), 종교, 관습, 영지(領地) 등을 소개하였다. 한편 외국지명의 표기는 영어음으로 통일하였으며, 그 옆에 해당되는 영어 영자를 병용하였다. 아프가니스탄은 아프갠이스탄(阿富汗以斯坦, AFGHANISTAN)이고, 페르시아는 퍼시아(波斯, PERSIA)로 기록한 것이다.

## 가족 관계
- 증조부 : 유치홍(兪致弘)
- 할아버지 : 유진수(兪鎭壽)
- 할머니 : 한산이씨(韓山李氏)
  - 삼촌 : 유길준(兪吉濬, 1856년 10월 24일 ~ 1914년 9월 30일)
  - 숙모 : 경주 김씨
  - 숙모 : 충주 이씨
    - 사촌 : 유억겸(兪億兼, 1896년 10월 23일 ~ 1947년 11월 8일)
    - 사촌 : 유만겸(兪萬兼, 1889년 7월 13일 ~ 1944년 12월 13일)

  - 삼촌 : 유성준(兪星濬, 1860년[1] 음력 9월 7일 ~ 1934년 2월 27일)
    - 사촌 : 유각경(兪珏卿, 1892년 ~ 1966년 9월 7일)
- 아버지 : 유회준(兪會濬)
- 어머니 :

## 저서
- 《간명교육학 (簡明敎育學)》(1908년)
- 《중등외국지리 (中等外國地理)》(1908년)
- 《소학교수법 (小學敎授法)》

### 교과서
- 《중등동양사 (中等東洋史)》
- 《동양사교과서 (東洋史敎科書)》
- 《서양사교과서 (西洋史敎科書)》
- 《대조서양사연표 (對照西洋史年表)》(1909)

### 교육학, 심리학 관련 서적
- 《서양교수법 (西洋敎授法)》(1909)
- 《정선법학통론 (精選法學通論)》(1911)

## 평가
교육학의 선구자라는 평가가 있다. 그의 교과서들은 교육학이나 심리학분야에 속하는 교과서가 많지 않았던 당시에 의무교육 실시를 추구, 비교적 체계를 갖춘 이론과 비전을 제시했다는 평가가 있다.

## 같이 보기
- 청년학우회
- 대성학교
- 신민회
- 유길준
- 유성준
- 유억겸
- 유만겸
- 유각경
- 보성학교
- 중앙학교